# Helena Ramos Rounova
Helena Ramos  es el seudónimo de la escritora, crítica literaria, investigadora y periodista  Elena Rounova. Nació en la ciudad de Yaroslavl, Federación de Rusia, el 9 de enero de 1960. Máster en Periodismo, graduada summa cum laude de la Facultad de Periodismo de la Universidad Estatal de Leningrado (actualmente Petersburgo). Vicepresidente de la Asociación Nicaragüense de Escritoras ANIDE, se le reconoce por su labor de más de 20 años en la investigación y recopilación de la literatura escrita por mujeres.
Enamorada del español y de la Literatura Latinoamericana desde su adolescencia, radica en Nicaragua desde 1987. Ha sido docente en la Universidad Centroamericana (UCA) de Managua y ha sido periodista para el semanario El Nacional (redactora), revistas El País (editora), La Boletina (responsable del programa) y El Nuevo Diario (redactora) y en el Seminario 7 Días (editora). Actualmente es funcionaria de la Biblioteca del Banco Central de Nicaragua. Es cofundadora, socia de ANIDE y su actual vicepresidente. Ha integrado su Junta Directiva en distintos períodos. Fue Editora de la revista ANIDE del 2002-2005. También es miembro del Centro Nicaragüense de Escritores (CNE).
Según la información publicada por ANIDE, Helena empezó a escribir versos a los seis años de edad. A mediados de los años 90, en su propio decir, “se convirtió al español”, traduciendo a este idioma su anterior producción poética. En 1997 su poema " Desolvidándose" ganó el primer premio en poesía del II Certamen de Literatura Centroamericana Femenina, convocado por el Consejo Nacional para la Cultura y el Arte de El Salvador que se publicó en la Memoria de II Certamen Centroamericano de Literatura Femenina: Poesía y Cuento San Salvador: Imprenta Public, 1997. 
2003 publicó su primer poemario, "Río de sangre será mi nombre". 
2006 recibe el Premio del IV Concurso Nacional de Poesía Escrita por Mujeres Mariana Sansón, convocado por ANIDE con su libro, Polychromos. 
Sus poemas se han publicado en El Nuevo Amanecer Cultural (El Nuevo Diario), Gente, El Nacional, El País, 7 Días, La Prensa Literaria, Ojo de Papel, 400 Elefantes, Tribal literario, La Boletina (Nicaragua), Tierra baldía, GénEros, Alforja y Voz Otra (México), revista ANIDE. Además de su creación literaria, se dedica a la investigación filológica, centrada en la escritura de mujeres, y a la crítica literaria. 
"Con una ardua disciplina para la investigación y una agudeza intelectual que le caracteriza, Helena Ramos se ha convertido en una especialista muy respetada sobre la literatura escrita por mujeres en Nicaragua y en Centroamérica y goza de reconocimiento y prestigio académico en el continente", según palabras de la Dra. Marianela Corriols, Presidente de ANIDE  
Ponencias:
1. Ensombrecidas ancestras (Feria Internacional del Libro. Granada, Nicaragua, 1999)
2. Estratos del silencio o ¿dónde está Marlene Falcón? (Encuentro de escritores “Coloquio de los centauros”, Managua, Nicaragua, 2000)
3. Escritoras nicaragüenses: un festín de marginalidad (V Congreso Centroamericano de Historia. San Salvador, El Salvador, 2000)
4. La mujer en la literatura nicaragüense (Seminario Nacional de Actualización para profesoras de literatura “Fidel Coloma González” organizado por CNE y Ministerio de Educación, Cultura y Deportes. Managua, 2005).
5. La epopeya de las olvidadas: Aura Rostand y María Teresa Sánchez (V Festival Literario de la UCA, Managua 2 de agosto de 2016)